# 广安轨道交通
广安轨道交通（英語：Guang'an Rail Transit）是服务于中华人民共和国四川省广安市的跨座式单轨系统，目前修建的广安轨道交通1号线主要作为邓小平故里景区旅游连接线。2020年1月，广安交投集团组织考察组对全国其他省市的云轨项目建设进行了考察，对比亚迪公司在其他城市投资建设情况进行了调查。2020年4月初，广安市与比亚迪公司高层再次进行了磋商。截至2020年5月底，市委市政府、广安交投集团已与比亚迪公司进行了六轮谈判和磋商。由于政策变动，云轨项目必须依法完善相关审批手续，以确保项目建设及后期运营合法合规。截止2020年8月，广安市与比亚迪公司正按相关法律法规完善云轨项目的建设程序。

## 规划
广安云轨规划由中铁二院负责，该院一资深工程师表示，不同于巴铁骗局，空铁和云轨在技术上实际可行，根据原有规划，里程不低于10公里。

## 在建线路

### 1号线
广安邓小平故里景区旅游连接线项目（简称云轨项目)，全长9.955km，设广门车辆基地一座，于2017年4月开始建设施工。该项目由广安交投集团与比亚迪集团合资建设。同年10月，人民网回复称该项目建设遇上了阻力。
截止2019年9月，该项目未有进行验收。12月，已完成约90%工程量，当时该项目处于停工状态，广安市住房和城乡建设局同月回复说督促项目拥有者早日建设完成。
2020年5月21日，人民网回复称广安云轨项目土建部分已基本建成，还需完善相关程序，广安市委、市政府已组织考察组考察了解比亚迪股份有限公司在其他城市投资建设的云轨项目推进情况，并与比亚迪公司进行磋商，广安市与比亚迪公司当时按法规完善云轨项目相关程序，同年6月，人民网回复和5月几乎一模一样，同年7月和8月，人民网回复和6月仍几乎一模一样。同年9月，网友在人民网领导留言板问该项目是否烂尾，回复称正在按照相关法律法规完善整个云轨项目的建设程序。